# Syrrhopodon elatus
Syrrhopodon elatus är en bladmossart som beskrevs av Montagne 1835. Syrrhopodon elatus ingår i släktet Syrrhopodon och familjen Calymperaceae. Inga underarter finns listade i Catalogue of Life.